# Christian Leonhard Holland
Christian Leonhard Holland (* 7. Juni 1829 in Steinbach-Hallenberg in Thüringen; † 24. Mai 1889 ebenda) war Abgeordneter des Kurhessischen Kommunallandtages des preußischen Regierungsbezirks Kassel.

## Leben
Christian Leonhard Holland war der Sohn des Hammergewerkers Christian Holland und dessen Gemahlin Katharine Elisabeth Hoffmann. Nach seiner Schulausbildung erlernte er denselben Beruf wie sein Vater und betätigte sich politisch. In seinem Heimatort wurde er Vizebürgermeister und erhielt 1861 ein Mandat für die Kurhessische Ständeversammlung. Diese wurde 1831 gegründet und nach der Annexion Hessens durch Preußen im Jahre 1866 durch den Kurhessischen Kommunallandtag des Regierungsbezirks Kassel als Parlament abgelöst. Diesem Gremium gehörte er von 1868 bis 1885 an und war in verschiedenen Ausschüssen tätig.